# Джон Філіп Абізаїд
Джон Філіп Абізаїд (англ. John Philip Abizaid, араб. جون أبي زيد) — американський генерал, в 2003—2007 роках очолював Центральне командування США. Він контролював проведення військових операцій в 27 країнах, починаючи від Африканського Рогу, Аравійського півострова і закінчуючи Південною і Центральною Азією, покриваючи більшу частину Близького Сходу. Під його командуванням в CENTCOM перебувало 250 тис. американських військовослужбовців. Радник Міністра оборони України (з 2016).

## Життєпис
Народився 1 квітня 1951 року, в Редвуд-Сіті, Північна Каліфорнія, США. Абізаїд, наполовину араб за національністю, виріс в католицькій родині. Його батько, учасник Другої світової, один виховував Джона, після того як мати хлопчика померла від раку.

### Освіта
У 1973 році закінчив навчання у Військовій академії США (USMA) у Вест-Пойнті, Нью-Йорк; на базових і просунутих курсах підготовки офіцерів піхотних полків; у штабному коледжі збройних сил (JFSC); і військовому коледжі (U.S. Army War College Senior Fellowship) при Гуверівському інституті. Він здобув ступінь магістра гуманітарних наук у дослідженні Близького Сходу в Гарвардському університеті (Harvard University), справивши враження своїми досягненнями, а також навчався в Йорданському університеті в Аммані (University of Jordan, Amman) за програмою Джорджа Олмстед (George Olmsted). Надав Сафран (Nadav Safran), глава Гарвардського центру по Близькому Сходу, згадуючи про 100-сторінкову працю Абізаїда з питань оборонної політики Саудівської Аравії (Saudi Arabia), заявив, що це була найкраща робота за 30 років його практики в Гарварді.

### Військова служба в Армії США
Абізаїд отримав звання другого лейтенанта піхотного полку після закінчення Військової академії США у Вест-Пойнті, Нью-Йорк. Він почав свою військову кар'єру в 504-му парашутно-десантному полку 82-ї повітрянодесантної дивізії у Форт Бреггу, Північна Кароліна. Абізаїд командував 2-м і 1-м батальйонами рейнджерів в ході вторгнення в Гренаду. Джон також командував 3-м батальйоном 325-го повітрянодесантного полку бойової групи у Віченці, Італія, під час війни в Перській затоці, і розгорнув свій батальйон у Північному Іраку, щоб забезпечити прикриття для курдів.
Його бригада перебувала під командуванням 504-го парашутного піхотного полку з 82-ї повітрянодесантної дивізії. Він служив помічником командувача 1-ї бронетанкової дивізії в Боснії і Герцеговині (Bosnia-Herzegovina). Після цього досвіду Абізаїд служив як 66-й комендант Військової академії США у Вест-Пойнті, де йому вдалося покінчити з дикістю дідівщини і оновити навчальний план. Пізніше він прийняв командування 1-ї піхотної дивізії 'Big Red One' в Вюрцбурзі, Німеччина (Würzburg, Germany), від Девіда Л. Грейнджема (David L. Grange), а також брав участь в Операції зі звільнення Іраку (Operation Iraqi Freedom).
Після війни в Іраку (2003) і повалення Саддама Хусейна (Saddam Hussein), Абізаїд прийняв на себе командування CENTCOM від Томмі Френкса. 20 грудня 2006-го було оголошено, що генерал Абізаїд піде у відставку зі свого поста в березні 2007-го. Він планував піти на пенсію раніше, але деякий час продовжував нести службу. 16 березня 2007-го Абізаїд передав командування адміралу Вільяму Феллону.
У листопаді 2005-го Джон виступив з промовою у Військово-морському коледжі (Naval War College) про боротьбу з тероризмом, яка не пройшла в ефір. Проте студент записав виступ і надіслав електронною поштою генералу Пітеру Шумейкер (Peter Schoomaker), начальнику штабу армії, і витяги з промови Абізаїд стали доступні на сайті каналу CSPAN.
3 серпня 2006-го Абізаїд заявив на слуханнях у сенатському комітеті з питань збройних сил: «Я вважаю, що насильство на релігійному ґрунті, ймовірно, погано настільки, наскільки я міг бачити його прояв у Багдаді. Якщо його не зупинити, то є ймовірність, що Ірак почне рухатися в напрямку громадянської війни». Ця заява докорінно відрізнялася від усіх його попередніх оцінок загрози громадянської війни в Іраку. І все ж Джон доповнив: «Я залишаюся оптимістом на рахунок того, що ковзання (до громадянської війни) можна запобігти».
У своєму виступі від 17 вересня 2007 року в Центрі стратегічних і міжнародних досліджень Абізаїд сказав: «Ми повинні домагатися міжнародного співтовариства щосили, які тільки є, і іранці теж, щоб припинити і стримати розвиток ядерної зброї…». Крім того, він заявив: «Я вважаю, у нас є всі сили для стримування Ірану, якщо він стане ядерною державою … Є способи жити з ядерним Іраном … Подивимося правді в очі: ми жили з ядерним Радянським Союзом (Soviet Union), ми жили з ядерним Китаєм (China), і ми також проживемо з (іншими) ядерними державами».

### Радник МО України
У вересні 2016 року разом з британським генералом Ніком Паркером, призначені радниками Міністра оборони України Степана Полторака. Їх призначення відбулося в рамках підписання нової угоди про оборонну співпрацю між Україною та США..